# Dejen Gebremeskel

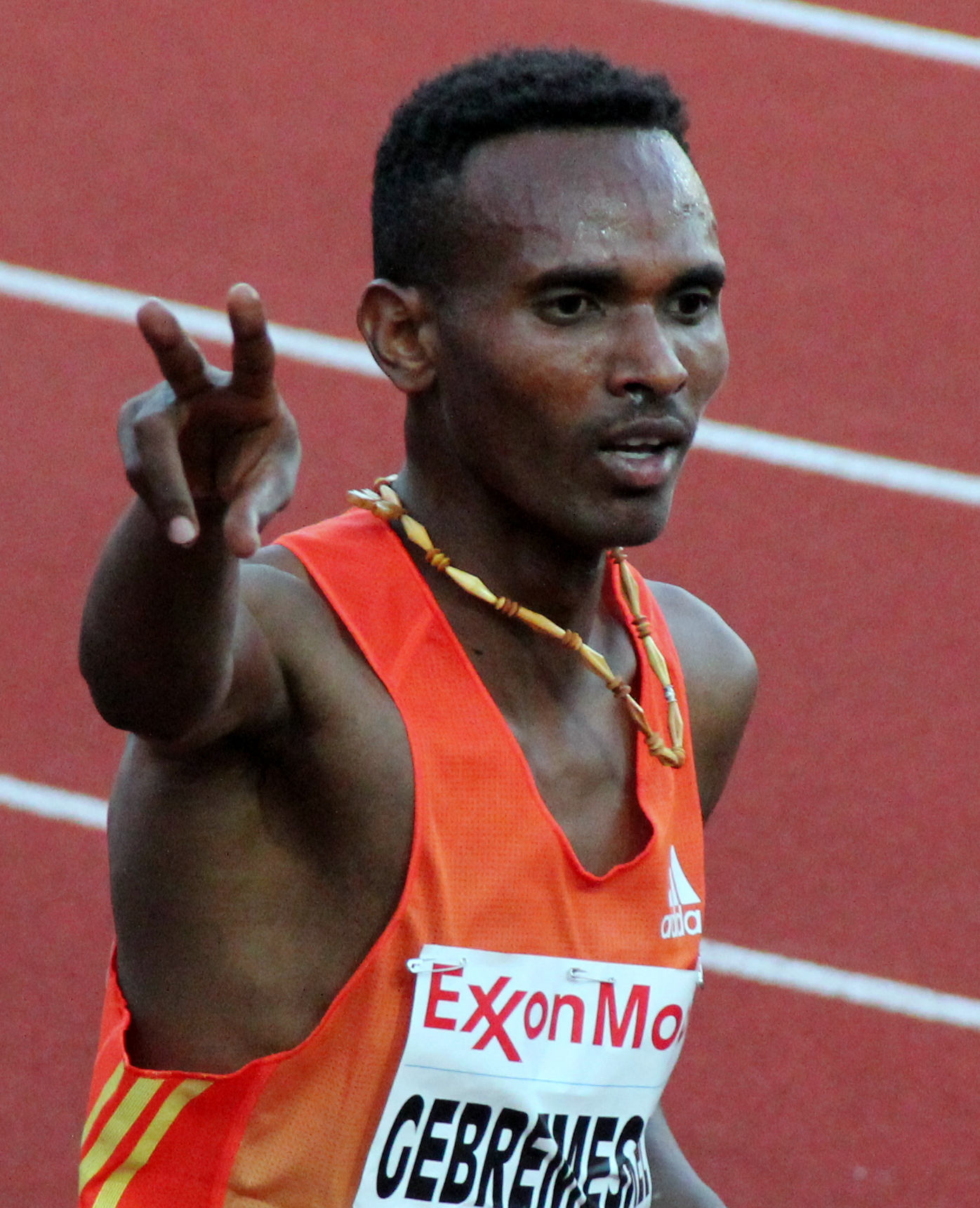
Dejen Gebremeskel (2012)

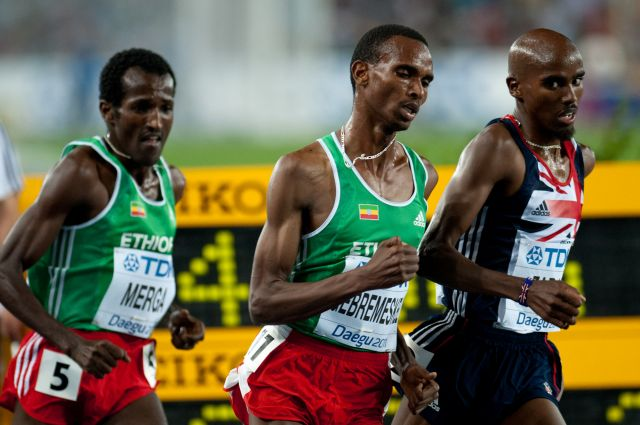
Dejen Gebremeskel (Mitte) bei den Leichtathletik-Weltmeisterschaften 2011 in Daegu

Dejen Gebremeskel (* 24. November 1989 in Adigrat) ist ein äthiopischer Langstreckenläufer.
Gebremeskel belegte im Juniorenrennen der Crosslauf-Weltmeisterschaften 2008 in Edinburgh den 18. Platz. Im selben Jahr gewann er bei den Leichtathletik-Juniorenweltmeisterschaften in Bydgoszcz die Bronzemedaille im 5000-Meter-Lauf. Außerdem siegte er an seinem Geburtstag mit der äthiopischen Mannschaft beim Ekiden in Chiba. 2010 wurde er bei den Leichtathletik-Hallenweltmeisterschaften in Doha Zehnter im 3000-Meter-Lauf und beim Carlsbad 5000 Zweiter hinter dem Kenianer Eliud Kipchoge.
2011 gewann Gebremeskel Anfang Februar das 3000-Meter-Rennen beim New Balance Indoor Grand Prix in Boston vor dem Briten Mohamed Farah, obwohl er bereits in der ersten Runde seinen rechten Schuh verloren hatte. Wenig später belegte er beim World’s Best 10K in San Juan den zweiten Platz hinter dem Kenianer Sammy Kirop Kitwara. Im April gewann er das Carlsbad 5000. Über 5000 Meter wurde er bei der Golden Gala in Rom Vierter, beim adidas Grand Prix in New York City Erster und bei der Athletissima in Lausanne Vierter. Bei den Leichtathletik-Weltmeisterschaften in Daegu kam er auf dieser Distanz überraschend zu einer Bronzemedaille. Ursprünglich hatte er das Ziel als Vierter erreicht, rückte jedoch in der Wertung auf, nachdem sein drittplatzierter Landsmann Imane Merga wegen regelwidrigen Verlassens der Bahn nachträglich disqualifiziert worden war.
2012 wurde er bei den Leichtathletik-Hallenweltmeisterschaften in Istanbul Fünfter über 3000 m. Im Juli qualifizierte er sich beim Diamond-League-Meeting in Paris über 5000 m mit der bisher fünftschnellsten jemals gelaufenen Zeit von 12:46,81 min für die Olympischen Spiele in London, wo er die Silbermedaille gewann. 2013 stellte er in Sollentuna mit 26:51,02 m eine persönliche Bestleistung im 10.000-Meter-Lauf auf. Daraufhin trat er über diese Distanz bei den Weltmeisterschaften in Moskau an, erreichte aber nur einen enttäuschenden 16. Platz. Bei den Hallenweltmeisterschaften 2014 im polnischen Sopot gewann er die Bronzemedaille über 3000 m.

## Persönliche Bestzeiten
- 3000 m: 7:51,02 min, 30. Mai 2009, New York City
  - Halle: 7:34,14 min, 23. Februar 2012, Stockholm
- 5000 m: 12:46,81 min,	6. Juli 2012, Paris
  - Halle: 13:11,78 min,	6. Februar 2010, Boston
- 10.000 m: 26:51,02 min, 27. Juni 2013, Sollentuna
- 10-km-Straßenlauf: 27:45 min, 27. Februar 2011, San Juan